# William A. Wellman
William Augustus Wellman, född 29 februari 1896 i Brookline, Massachusetts, död 9 december 1975 i Los Angeles, Kalifornien, var en amerikansk flygare, regissör, manusförfattare, skådespelare och producent.

## Biografi
William A. Wellmans uppväxtår var ganska problemfyllda och efter en dom på sex månaders skyddstillsyn rymde han hemifrån. Efter en mängd tillfälliga arbeten gjorde han verklighet av sin stora dröm att lära sig flyga.
Att utbilda sig till pilot runt 1915 var nästan omöjligt om man inte hade pengar. Miljonären William K. Vanderbilt hade bildat en frivillig flygkår i avsikt att sända den som hjälp åt fransmännen i det pågående kriget. Wellman ansökte om en plats och blev antagen vid Lafayette Flying Corps, efter grundutbildningen i USA skeppades han över till luftkriget över skyttegravarna i Europa. Upplevelserna som jaktflygare i Escadrille SPA.87 präglade honom hela livet. Han återkom hela livet till händelsena han upplevde under första världskriget. Efter kriget jobbade han en tid som flyginstruktör vid en jaktflygskola i San Diego.
På lediga stunder brukade han låna ett flygplan och flyga över till Douglas Fairbanks ägor, som landningsplats använde han egendomens hästpoloplan. Det var här han lärde känna Charlie Chaplin, Pola Negri och Mary Pickford.  Det var genom dessa kontakter Wellmans filmkarriär startade, Fairbanks lät honom vara med i filmen The Knickerbocker Buckaroo. När Wellman fick se sig själv på film kände han sig illa berörd, och menade att filmen kunde ha regisserats bättre. Fairbanks introducerade honom hos Goldwyn Studios där han fick börja som passopp, rekvisitör, klippbiträde och slutligen regiassistent.
1923 fick han sitt första självständiga regiuppdrag med filmen The Man Who Won, resultatet blev lyckat och han fick fortsatt förtroende att självständigt regissera film. Wellmans första stora succé blev Ryskt blod 1926 följt av Vingarna 1927, som gav honom den första Oscarstatyetten som delades ut för bästa film.
9 december 1975 dog William A. Wellman av leukemi i Los Angeles, Kalifornien.

## Filmografi som regissör (urval)
- 1923 – Amors brandsoldat
- 1923 – Fightin Jim
- 1926 – Ryskt blod
- 1927 – Vingarna
- 1928 – De fördömdas legion
- 1929 – Sådan är kvinnan
- 1929 – Mannen jag älskar
- 1929 – Fällan
- 1930 – Stridflygarna
- 1931 – Public Enemy - samhällets fiende nr 1
- 1931 – De förtappades ö
- 1933 – Frisco Jenny
- 1933 – Spökflygaren
- 1933 – Själar till salu
- 1934 – Telefonmysteriet
- 1934 – Fågelfri
- 1934 – Samhällets rovfåglar
- 1935 – Skriet från vildmarken
- 1937 – Skandal i Hollywood
- 1937 – Ingenting är heligt
- 1938 – Vingarnas män
- 1939 – De tappras legion
- 1942 – Flygets käcka gossar
- 1943 – Mord i baletten
- 1944 – Buffalo Bill
- 1944 – Havets drottning
- 1945 – Krigskorrespondenten
- 1946 – Den tappres väg
- 1947 – Handen på hjärtat
- 1948 – Desperados
- 1948 – Järnridån
- 1949 – På främmande mark
- 1951 – Missouri
- 1952 – Kvinnan utan lag
- 1953 – SOS - vi nödlandar
- 1954 – Kattens spår
- 1954 – Mellan himmel och hav
- 1958 – Elddopet
- 1959 – Flygeskadern Lafayette